# Penvénan
Penvénan is een gemeente in het Franse departement Côtes-d'Armor, in de regio Bretagne. De plaats maakt deel uit van het arrondissement Lannion. Penvénan telde op 1 januari 2022 2.548 inwoners.

## Historie
Penvenan was in de 19e eeuw een populaire badplaats. Vele beroemdheden verbleven hier korte of langere tijd. Onder andere Charles Lindbergh, Aldous Huxley en Alexis Carrel woonden hier enige tijd. Lindbergh was eigenaar van het voor de kust gelegen eilandje Île Illiec, waar ook zijn huis op stond.

## Geografie
De oppervlakte van Penvénan bedroeg op 1 januari 2022 19,84 vierkante kilometer; de bevolkingsdichtheid was toen 128,4 inwoners per km².
De onderstaande kaart toont de ligging van Penvénan met de belangrijkste infrastructuur en aangrenzende gemeenten.

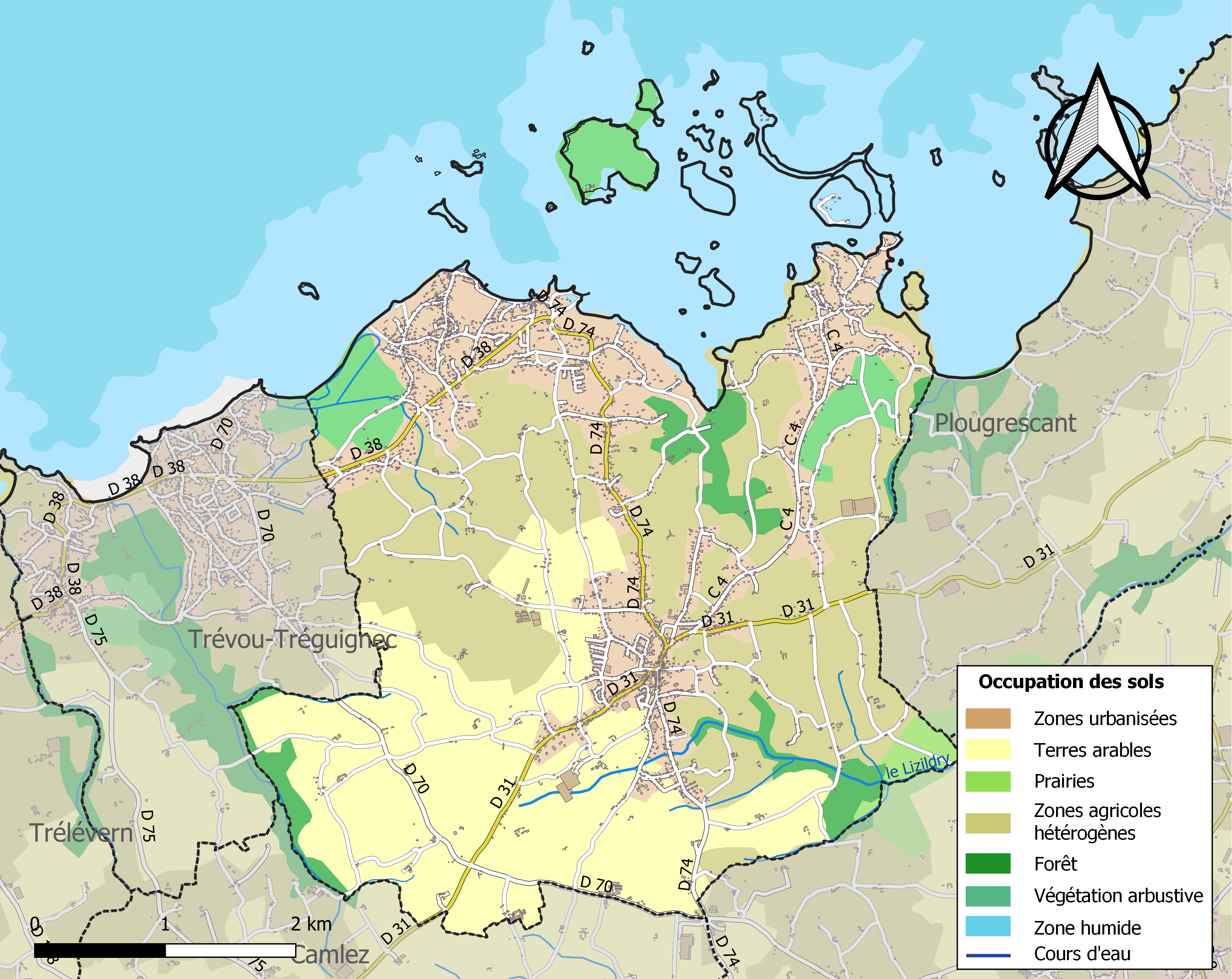

## Demografie
Onderstaande figuur toont het verloop van het inwonertal (bron: INSEE-tellingen).